# Метличина (Варненська область)
Метли́чина (болг. Метличина) — село у Варненській області Болгарії. Входить до складу общини Вилчий Дол.

## Населення
За даними перепису населення 2011 року у селі проживали 147 осіб, з них 141 особа (98,6%) — болгари.
Розподіл населення за віком у 2011 році:
Динаміка населення: